# 北卡羅來納州第一炮隊E連
北卡羅來納州第一炮隊E連(Battery E, 1st North Carolina Artillery)於1861年8月23日在Camp Boylan成立，於羅利（Raleigh）附近，原名Wilmington Light Artillery。此連早期沒有任何大炮裝備，亦遲至1864年始投入戰事。

## 裝備
大砲共計六門，至1861年10月始分配予E連。

## 戰役
- 彼得斯堡之役
- 阿波馬托克斯郡府之役

## 外部連結
- https://web.archive.org/web/20080512154145/http://www.reillysbattery.org/History/BatteryEhistory.htm 北卡羅來納州第一炮隊E連之歷史